# Riso Levi
Riso Levi (* 1866 in Manchester; † 1952 in Bucklow Hill, Cheshire) war ein britischer Sachbuchautor, der insbesondere zum English Billiards veröffentlichte.

## Leben
Levi stammte aus Manchester und arbeitete zunächst als waterproof maker in Cheetham Hill, einem nördlichen Stadtteil von Manchester. Daneben spielte er als Amateur selbst English Billiards, eine damals sehr populäre Billardvariante. Zu Beginn der 1900er begann er, sich zunehmend als Autor übers English Billiards zu betätigen. Er schrieb unter anderem Artikel in verschiedenen Zeitungen. So gab am 29. August 1903 die Evening News aus Bolton den Beginn einer Zusammenarbeit mit Levi bekannt, der „eine Serie von Artikel über das English Billiards [...] mit guten Diagrammen“ schreiben würde. Levi sei „der bekannte Schriftsteller für das beliebte Indoor-Spiel“. Ab 1903 bis hinein in die 1910er-Jahre veröffentlichte Levi in Manchester mehrere Werke zu verschiedenen Stoßtechniken im English Billiards, insbesondere das neunbändige „Billiards: The Strokes of the Game“. Levi selbst sprach davon, dass er seine Bücher aus Liebe zum Sport schreibe und es ihm eine Ehre sei. Eine Besonderheit seiner Bücher war das häufige Fehlen des Veröffentlichungsdatums.
In den 1920er-Jahren folgten vier weitere Bücher über das English Billiards, größtenteils im Rahmen der Reihe Billiards for the Million. Anfang der 1930er-Jahre verfasste er eine Abhandlung zum English Billiards im 20. Jahrhundert, ein Standardwerk, welches im 21. Jahrhundert erneut in den Druck kam. „Im 70. Lebensjahr“ veröffentlichte Levi 1935 in Wilmslow das Buch „Billiards for all Time“, für Gary Clarke „ein wichtiger Beitrag zur English-Billiards-Literatur“. Das Buch besteht in Teilen aus Nachdrucken von Levis Zeitungsartikeln, wobei es unter anderem Walter Lindrum, Tom Newman und das damals noch recht neue Snooker anspricht. 1940 ergänzte er sein Werk um ein Buch über Stöße und Spielsituationen im English Billiards und im Snooker. Privat war er zwei Mal verheiratet und hatte aus erster Ehe eine Tochter, die 1894 kurz nach der Geburt verstarb. Auch wenn er mehrfach umzog, verbrachte er viele Jahre seines Lebens in der Gegend um seine Heimatstadt Manchester. Er starb im zweiten Quartal des Jahres 1952 in Bucklow Hill in Cheshire im Alter von 86 Jahren.
Originale von Levis Büchern erzielen heute im Handel dreistellige Beträge.

## Veröffentlichungen
- Riso Levi: Billiards: the Strokes of the Game. Band 1. Manchester 1904.
- Riso Levi: Billiards: the Strokes of the Game. Band 2. Manchester (ohne Jahr, ca. 1905).
- Riso Levi: Billiards: The Strokes of the Game. Manchester (bestehend aus drei Teilen, deren genaue Veröffentlichungsdaten ungenau sind [etwa zwischen Mitte der 1900er und der 1910er]).
- Riso Levi: Billiards: the Strokes of the Game. Manchester (ohne Jahr, ca. 1906).
- Riso Levi: Billiards: the Strokes of the Game. Band 3. Manchester (ohne Jahr, ca. 1906).
- Riso Levi: Potting The Red Ball (= Billiards: the Strokes of the Game. Band 4). Manchester (ohne Jahr, ca. 1907).
- Riso Levi: The In-off Game (= Billiards: the Strokes of the Game. Band 5). Manchester (ohne Jahr, ca. 1908).
- Riso Levi: Cannons (= Billiards: the Strokes of the Game. Band 6). Manchester (ohne Jahr, ca. 1909).
- Riso Levi: Cannons: Part II (= Billiards: the Strokes of the Game. Band 7). Manchester (ohne Jahr, ca. 1910).
- Riso Levi: Drop Cannons and Getting Position for Top-of-the-Table Play (= Billiards: the Strokes of the Game. Band 8). Manchester (ohne Jahr, ca. 1911).
- Riso Levi: Top of-the-Table Play, Pique and Masse Strokes, Single and Double Baulks, Safety Play and C (= Billiards: the Strokes of the Game. Band 9). Manchester (ohne Jahr, ca. 1912).
- Riso Levi: Billiards for the Million. Band 1. Manchester (ohne Jahr, ca. 1920).
- Riso Levi: Billiards in Lighter Vein. Manchester (ohne Jahr, ca. 1922).
- Riso Levi: Billiards for the Million. Band 2. Manchester (ohne Jahr, ca. 1924).
- Riso Levi: Billiards for the Million. Band 3. Manchester (ohne Jahr, ca. 1925).
- Riso Levi: Billiards in the Twentieth Century. Manchester (ohne Jahr, ca. 1931).
- Riso Levi: Billiards for all Time. Wilmslow 1935.
- Riso Levi: Billiards and Snooker Strokes. Wilmslow 1940.